# Кухаркин, Евгений Степанович
Кухаркин Евгений Степанович (10.01.1922 — …?)- специалист в области электрофизики информационных систем доктор технических наук, кандидат философских наук, профессор.
В 1953 году защитил кандидатскую диссертацию на тему «Марксизм-ленинизм о связи естествознания и техники при социализме».
Работал профессором кафедры Электрофизики АВТФ (АВТИ) Московского энергетического института.
Был одним из основателей школы «Электромагнитные процессы в системах обработки информации».
Автор ряда научных работ. В 1965 году коллектив авторов под руководством П. А. Ионкина издал учебник по ТОЭ — «Теоретические основы электротехники» в двух томах. Второе издание учебника, вышедшее в 1976 году было удостоено в 1979 году Государственной премии СССР.
Лауреат Государственной премии 1979 года за двухтомный учебник «Теоретические основы электротехники» (1976, 2-е издание).

Кухаркин, Евгений Степанович.
Инженерная электрофизика. Техническая электродинамика : [Учебник для вузов по спец. "Инж. электрофизика"] / Е. С. Кухаркин; Под ред. П. А. Ионкина. - 2-е изд., перераб. и доп. - М. : Высш. школа, 1982. - 520 с. : ил.; 

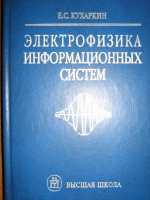
Электрофизика информационных систем

Загл. 1-го изд.: Основы инженерной электрофизики
Электродинамика прикладная — Учебники и пособия
FB Б 82-12/211
FB Б 82-12/212